# 廣瀬隆正
廣瀬 隆正（ひろせ たかまさ、1960年 - ）は、日本の国土交通技官。富山市副市長、筑波大学大学院客員教授、東京オリンピック・パラリンピック競技大会組織委員会施設整備調整局長、国土交通省大臣官房技術審議官等を歴任した。

## 人物・経歴
岐阜県各務原市出身。岐阜県立加納高等学校を経て、1982年東京工業大学（現東京科学大学）工学部土木工学科卒業、建設省入省。都市計画等を担当し、建設省都市局都市計画課課長補佐、東北地方整備局山形工事事務所長、福岡県建築都市部都市計画課長、国土交通省都市・地域整備局街路課街路事業調整官等歴任。
2008年富山市副市長。2011年都市再生機構都市再生業務部次長。2013年国土交通省都市局市街地整備課長。
筑波大学大学院システム情報工学研究科客員教授を経て、2014年東京オリンピック・パラリンピック競技大会組織委員会施設整備調整局長。2016年国土交通省大臣官房技術審議官（都市局担当）。2018年三菱地所顧問。東日本旅客鉄道顧問、未来構想プラットフォーム理事なども務めた。